# Speronisti
Il movimento degli Speronisti è un movimento sorto ad opera di Ugo Speroni nella seconda metà del XII sec., dichiarato eretico dalla Chiesa cattolica, poiché non riconosceva la validità spirituale della Liturgia Cattolica e pertanto può essere considerato quasi come movimento predecessore della Riforma protestante.
Il movimento sorse probabilmente nel 1185 e si sciolse nel 1200.
La regola degli Speronisti non era rigida come quella di altri movimenti: i membri non compirono mai opere missionarie di predicazione e potevano tranquillamente avere una famiglia, difatti non riconoscevano gli ordini sacerdotali e perciò i sacerdoti erano tali e quali i laici.
Una volta dichiarato eretico, i membri del movimento rientrarono nuovamente e definitivamente a far parte della Chiesa cattolica nel 1200, sotto Innocenzo III.